# Anna Biscarri Sauret
Anna Biscarri Sauret (Lleida, 24 de desembre de 1978) és una jugadora de tennis de taula i dirigent esportiva catalana.
S'inicià al Club de Tennis Taula Balaguer, on ha desenvolupat la gran part de la seva carrera esportiva, i posteriorment competí amb el Club de Tennis Taula Ripollet i al CAI Santiago de Saragossa. Tornà a competir amb el club balaguerí la temporada 2004-05, ja que es formà el primer equip femení de l'entitat. Essent la capitana de l'equip, i exercint alhora com a presidenta del club, aconseguí l'ascens a la Divisió d'honor la temporada 2010-11. S'ha proclamat campiona de Catalunya per equips en quatre ocasions (2016, 2017, 2018, 2019) i campiona de la Superdivisió femenina (2016). A nivell individual ha guanyat un campionat de Catalunya en dobles femení (2008), fent parella amb Yanlan Li.